# 臨水夫人
臨水夫人，又稱順天聖母、太后元君、陈十四娘娘、平天聖母，為福建閩都地區閩江流域民眾崇奉的神靈，其他的信徒則遍佈浙江、江蘇，以及臺灣、東南亞等；因源於福州府，故福州人視其為鄉里的守護神，其他地區的信徒，則多視其為婦女、兒童的保護神，與註生娘娘、七星娘娘信仰略有雷同之處。
臨水夫人相傳名喚「陳靖姑」，是閭山派的女道士，生前有德於民，歿後被奉為神靈，其信仰非常昌盛，以其能護佑孕婦、順產保胎聞名。
臺灣有主祀臨水夫人的廟宇一百三十幾座。供奉臨水夫人的祖廟在福建省寧德市古田縣大橋鎮臨水祖宮。據《閩都别記》記載，古田臨水祖宫供有臨水夫人的真身塑像。

## 生平
臨水夫人，姓陳名靖，人稱靖姑，江南東道福州長樂郡下渡人（今屬福州市倉山區）。生於唐大曆二年（公元767年）（明代黃仲昭《八閩通志》載）
另傳說生於唐末天佑甲子（公元904年），卒於後唐天成五年（公元930年），少時與林九娘、李三娘一起赴閭山學法，拜師於閭山感天大帝許旌陽祖師門下，學成後返鄉嫁與寧德古田的士紳劉杞，但依然繼續降妖伏魔，扶危濟難，有伏白蛇、捉小鬼的功績。二十四歲時以懷孕之身，祈雨抗旱、為民除害而犧牲，被鄉民奉為神靈，尊稱為「臨水夫人」，在保護婦幼上頗有感應，因而被人民稱為「順產助生護胎佑民女神」。
據說琉球群島的海神懿德夫人，即為臨水夫人陳靖姑之門下弟子。
閭山派中，有一批法師，奉臨水三奶陳、林、李夫人等三位女神為宗師，其以紅頭巾作為標記，稱作閭山「皇君法教」（夫人派、三奶派），世人慣稱其教派法師為「紅頭法師」。而另一部份道士則將法主公奉為宗師，並以黑頭巾作為派系之標記，臺灣人稱之為「烏頭法師」，臺語俗謂「死歸法主，生派夫人」。

### 臨水三夫人
臨水夫人陳靖姑與林九娘、李三娘三人義結金蘭，以姊妹相稱，世稱「臨水三夫人」、「三奶夫人」。因陳靖姑居首，故稱「大奶夫人」、「陳奶夫人」，林九娘居中稱「林奶夫人」、「林二奶」，李三娘居末稱「李奶夫人」、「李三奶」。
- 林九娘

名林淑靖，福州市羅源縣飛竹鎮人。生於唐大曆四年（769年）八月十五日，為官宦世家。拜陳靖姑學習閭山正法，更與其義結金蘭，排行第二。造像多為右手執劍，左手持三清鈴（法鈴）。
後世奉祀如福州市羅源縣飛竹鎮「西洋宮」，又稱「林九娘祠」、「順懿夫人宮」；寧德市蕉城區石後鄉石厝村「順水宮」；寧德市霍童鎮八都村「福水宮」；臺灣高雄市林園區「瑞鳳宮」等。
- 李三娘

名李三靖，福州市連江縣馬鼻鎮人。生於唐大曆八年（773年）九月初九生。拜陳靖姑學習閭山正法，更與其義結金蘭，排行第三。造像多為右手執劍，左手持法索。
後世奉祀如福州市連江縣馬鼻鎮「招寶廟」、南平市政和縣楊源鄉「鐵坑殿」、臺灣高雄市田寮區「峰月宫」等。

### 聖誕
- 正月十四：臨水夫人陳靖姑大奶夫人聖誕[3]
- 正月十五：臨水夫人陳靖姑大奶夫人聖誕
- 八月十五：臨水夫人林奶夫人聖誕
- 八月十五：臨水夫人陳靖姑大奶夫人成道日
- 九月初九：臨水夫人李奶夫人聖誕
- 十月初三：臨水夫人林奶夫人成道日

## 相關神祇
临水宫的神祇体系紛雜，吸納了各地護產保健的民間俗神，故神祇众多，其源流梗概各地傳說不同，姑錄其流行者如下。

### 家屬神
- 聖父母

太聖父（威相公）與太聖母（葛夫人）是陈靖姑之父母。专门保佑他们学习进步，读书有成
- 靈通三舍人

三個幼孩神，共同照護人間兒童痘期平安無恙。
1. 靈通黑舍人-包打聽（陳靖姑義子）
2. 靈通白舍人-白感生（陳靖姑義子，附司馬、司徒、司空三神）
3. 靈通金銀舍人-劉聰（陳靖姑之子）

- 黑舍人姓包，原是靖姑生前的書僮，被收為義子，其體格健壯，膚色黝黑，頗通法術，練成天耳通，故稱為「包打聽」。靖姑得道後屢屢欲自盡殉主，靖姑皆以法術救護之。但最後依然自行兵解成仙。

- 白舍人白感生，相傳為一個聰明的牧童，有一次他鬧著玩時，樹立了“天星感生一統大皇帝”大纛，還封另外三個牧童為三公，各稱司馬、司徒、司空，村民憤怒，認為這樣有謀反之嫌，於是要求另外三個牧童回家，三人就因此打算離開。白感生大怒，拿起驅牛的木棍往三人頭上當頭一打，居然這三棍，就將三人打死。村民追捕白感生，要白感生抵命，白感生逃至郊外，飢寒交迫，因偷喫民宅的雞，被雞毛噎死，死後靈魂四處作祟，而後陳靖姑之子金銀舍人劉聰有一次聽鄉民訴苦，就找到白感生，勸他不要作祟，後來相談甚歡，與他結義，稱之為義兄，要求他放棄復仇。後靖姑視為義子，封之為「靈通白舍人」，掌管小兒痘症，並將被打死的三個牧童封為白感生的部將。

- 金銀舍人劉聰，是陳靖姑生前的胎兒，也隨靖姑得道，由於年紀較小，號稱三郎，故又稱第三舍人。

### 配祀神
- 王、杨二太保：永和二年闽地大旱，八月十五日，陈靖姑赴福州龙潭角白龙江，浮席江中施法祈雨。靖姑正在施法祈雨之时，仇妖白蛇精和长坑鬼乘隙陷害，他们先潜赴靖姑家中，毁去靖姑的孕胎，然后再赶去白龙江，欲将浮席弄沉，把靖姑溺死。靖姑作法感通師父許真君，許真君不在閭山，故命連聖者調王、杨二太保前往救助，王、杨二太保脱下脚上的草鞋，施法术将其化为四只母鸭，将草席的四只角拖住，不让草席沉入水中。靖姑得师傅之助，免掉溺水之厄，因母鸭救了自己性命，便发誓终生不食鸭肉，故今日三奶派信徒不以鸭为贡品。今福州还流传一个传说“沉闾山，浮鸭姆”台江区的鸭姆洲土地为陈靖姑所站草席所化。

- 协、显二将军：原为闽王駕前二牙門将。开闽期间先后身负重伤牺牲。闽王念其劳苦功高，分别追封协惠将军、显惠将军。传说协惠将军得道后，被召至臨水宮成為護法神，威灵显赫，又协助陈靖姑除妖降魔，祈雨保民，在保护儿童平安方面尤其威灵，因此协惠将军亦被视为护童神灵。福州民俗认为，新生儿的生辰八字被认为带将军箭者，父母都要到将军庙“请箭”（香符袋一只，内有小弓、小箭）回家，供奉至孩子十六岁。
- 三十六宮貴妃、七十二苑玉女：通稱婆姐。

- 第一宫福州府古田縣浣兒（仔）婆奶陳大娘
- 第二宫延平府順昌縣揭兒婆奶黃鸞娘
- 第三宫福甯府甯德縣邀兒婆奶方四娘
- 第四宫興化府莆田縣牵兒婆奶柳婵娘
- 第五宫建甯府建甌縣抱兒婆奶陸嬌娘
- 第六宫福州府長樂縣卫兒婆奶宋愛娘
- 第七宫泉州府晉江縣襁兒婆奶林珠娘
- 第八宫漳州府漳浦縣戏兒婆奶李枝娘
- 第九宫汀州府連城縣抚兒婆奶楊瑞娘
- 第十宫邵武府泰甯縣养兒婆奶董仙娘
- 十一宫福州府連江縣护兒婆奶何莺娘
- 十二宫漳州府漳平縣洗兒婆奶彭英娘
- 十三宫建宁府宁阳县摇兒婆奶罗玉娘
- 十四宫泉州府南安縣揽兒婆奶吳月娘
- 十五宫福州府羅源縣牵兒婆奶鄭桂娘
- 十六宫福甯府福鼎縣哨兒婆奶張春娘
- 十七宫建甯府浦城縣教兒婆奶王七娘
- 十八宫福州府侯官縣扪兒婆奶倪鳳娘
- 十九宫汀州府長汀縣背兒婆奶包雲娘
- 二十宫福州府閩清縣注兒婆奶孙大娘
- 廿一宫福甯府甯德縣揭兒婆奶趙娥娘
- 廿二宫興化府仙遊縣携兒婆奶周五娘
- 廿三宫福州府連江縣保兒婆奶程二娘
- 廿四宫福州府閩清縣托兒婆奶葉柳娘
- 廿五宫汀州府甯化縣扶兒婆奶鐵春娘
- 廿六宫福州府永福縣摆兒婆奶雲燕娘
- 廿七宫泉州府惠安縣喂兒婆奶聶六娘
- 廿八宫邵武府光澤縣带兒婆奶劉嬌娘
- 廿九宫福州府侯官縣吻兒婆奶翁金娘
- 三十宫建甯府政和縣送兒婆奶潘翠娘
- 卅一宫福宁府福安县哺兒婆奶凌婆神
- 卅二宫泉州府同安縣搂兒婆奶鄭三娘
- 卅三宫福州府閩清縣育兒婆奶朱巧娘
- 卅四宫延平府延平縣守兒婆奶金秀娘
- 卅五宫泉州府安溪縣顾兒婆奶藍梅娘
- 卅六宫福甯府霞浦縣看兒婆奶胡大娘

1. 注生记名婆姐奶
2. 护胎扶孕婆姐娘
3. 胎娠看管婆姐奶
4. 胎儿照顾婆姐娘
5. 胎中动静婆姐奶
6. 胎儿变化婆姐娘
7. 分男分女婆姐奶
8. 怀胎成儿婆姐娘
9. 阴阳和合婆姐奶
10. 天地交泰婆姐娘
11. 孕育结蕊婆姐奶
12. 生根开花婆姐娘
13. 法天生育婆姐奶
14. 象地化生婆姐娘
15. 临盆催生婆姐奶
16. 分娩顺利婆姐娘
17. 弄璋弄瓦婆姐奶
18. 投胎出世婆姐娘
19. 云头送子婆姐奶
20. 房中接子婆姐娘
21. 妊娠无惊婆姐奶
22. 坐草无虞婆姐娘
23. 流畅源泉婆姐奶
24. 泉流不定婆姐娘
25. 受孕得胎婆姐奶
26. 护房保产婆姐娘
27. 催产接生婆姐奶
28. 出世沐浴婆姐娘
29. 扶儿流产婆姐奶
30. 流产扶儿婆姐娘
31. 防儿痘疹婆姐奶
32. 防儿珠麻婆姐娘
33. 伺汤候乳婆姐奶
34. 伺羔喂饼婆姐娘
35. 房中顾儿婆姐奶
36. 厅头顾儿婆姐娘
37. 路中护魂婆姐奶
38. 门前保命婆姐娘
39. 床前床后婆姐奶
40. 床头床尾婆姐娘
41. 桥头称仔婆姐奶
42. 分别花枝婆姐娘
43. 教仔学行婆姐奶
44. 教儿讲话婆姐娘
45. 教仔步躣婆姐奶
46. 教儿喜笑婆姐娘
47. 保生祛病婆姐奶
48. 护命除疾婆姐娘
49. 宏德广慧婆姐奶
50. 灌输智聪婆姐娘
51. 除惊消痫婆姐奶
52. 防儿夜啼婆姐娘
53. 教仔读书婆姐奶
54. 教儿学艺婆姐娘
55. 看仔沐浴婆姐奶
56. 顾儿三餐婆姐娘
57. 防仔登高婆姐奶
58. 顾儿水火婆姐娘
59. 孝顺仁恩婆姐奶
60. 忠恕谦恭婆姐娘
61. 礼义慈爱婆姐奶
62. 喜怒哀乐婆姐娘
63. 防仔履险婆姐奶
64. 避儿危难婆姐娘
65. 消除残肢婆姐奶
66. 保全残缺婆姐娘
67. 广惠动静婆姐奶
68. 明心見性婆姐娘
69. 消儿虚谎婆姐奶
70. 灭儿白舌婆姐娘
71. 化度关煞婆姐奶
72. 长命富贵婆姐娘

- 花公、婆神 （页面存档备份，存于）：花公、花婆是民間求子的守護神,分别司掌“挑花”、“分花”、“種花”、“顧花”、“安花”、“養花”、“育花”等事宜，據說花公是晉朝詩人陶淵明，而花婆則是春秋時期楚國的息夫人 （页面存档备份，存于），兩人升天後被玉皇上帝交派重任，分別掌管賜男、賜女的職務。而另一說則是較廣為流傳的說法，花公、花婆在陰間掌管白紅花叢，白花代表生男、紅花代表生女。每個人都有屬於自己的元辰宮，在元辰宮中有一片花叢，每一朵含苞待放的花朵都代表著一個新生命，而花公、花婆就是幫你悉心照料這個花叢的守護者。

1. 百花头桥李三娘
2. 银花小姐金小娘
3. 出生园头张老公
4. 出生园尾柳老婆
5. 东园司树詹园公
6. 西园司花李花婆
7. 园中守井玉井公
8. 园中顾水姜花婆
9. 花根培土纪园公
10. 花下剔草伍花婆
11. 花莆司油刘小姐
12. 花前燃灯苏小娘
13. 花间扦索敖小姐
14. 花间解结邬小娘
15. 园中栽树魏园公
16. 园中添花许花娘

- 石女二仙：石夹女原是福州乌石山上的兩塊石头成仙。其實原為一枚大石，被雷劈作两片，化成两个女子，曾以美色誘人，卻惡作劇夾傷許多行人，後歸入順天聖母的門下，成為護法神。

- 虎婆江夫人：相傳為驪山老母府中飼養白虎的女仙（或以為就是白虎），因思凡下界，託胎江姓，成人後貌美如花，許多男子追求不已。而後順天聖母得道，加入順天聖母的門下，保佑小兒免於天花雜症，神尊造像為坐在一隻金虎身上，或是足踏金虎，或者金虎在身側，故又稱「虎姑婆」。
- 江虎婆-江氏夫人：江氏夫人（江虎婆）原名：江山育，因幻化虎形吃人，被順天聖母靖姑娘娘收服並結為姐妹，能以舌舔毒，是兒童疹期的保護神。這其實是與當時福州人相信老虎是痘疹的克星有關。小孩出疹了，跪求虎婆，夢中會見江夫人伸出虎舌，上下舐舔，很快痊愈。因此篤信江氏夫人，虎婆是庇佑兒童疹期的一位專職女神。(文載：西河石山境虎婆宮分爐 河墘街虎婆宮石碑)

- 蔡媽夫人-精巧妙明懿德夫人：相傳為琉球國的女仙，曾神遊海上，被陳靖姑收為徒弟後成仙，在海上救人無數，又能降魔伏妖，被琉球人及福建長樂人視為神明並建廟供奉。

傳說蔡媽夫人，本名：蔡紅亨，琉球國第二尚氏王朝閩人三十六姓蔡姓後裔，生活於明朝萬曆年間。父親為琉球國耳目大夫蔡金城。蔡媽夫人生前即有法術，死後更得道成仙。《閩都別記》載，蔡媽夫人十六歲時就能神遊海上，頃刻就能飛越千里。她睡覺時常出汗，姊姊看見就把她搖醒，她醒來就說姊姊令數十人失去性命。姊姊就問她原因，她說某處有船被風吹到快要翻轉，她就和風神戰鬥並已經獲勝，但一醒來就救不到船上的人。姊姊就把她的話告訴父親蔡金城，蔡金城也相信她。
又有傳說指蔡媽夫人的靈魂經常回琉球國探視父母，並在琉球國降妖滅怪。琉球國人也十分感念她的恩德，後更有傳蔡媽夫人的「肉身」被琉球國人帶回，唯留「手袖」在福建長樂。長樂的蔡夫人廟（又稱姑婆宮）本來是萬曆帝憐憫蔡媽夫人於異鄉早逝，以及表揚她的織繡技術而興建並追封她為“精巧妙明懿德夫人”。後來因為鄉人認為該廟靈驗，加上受到蔡夫人成仙之傳說影響，多年來信眾不絕。在清朝，毎月福建布政司都會發賜廟米幾斗，成為定例。
現存於長樂梅花鎮梅西村的蔡媽夫人廟建於清康熙年間，門額上書“懿德夫人”。
- 丹霞大圣：丹霞大圣原係福州郊外豹头山宿猿洞中一只修炼千年的红毛猿猴精，浪荡荒唐。被陈靖姑收服，专门负责看护调皮的孩子。保护幼童六神不被邪物所扰，不让幼童受惊。此丹霞大圣与《西游记》中的齐天大圣并非同一神祇，卻時遭混淆。

- 其他：尚有柳七娘夫人、痘疹爺朱匡將軍、痘媽劉夫人、疹媽潘夫人、五花鄧將軍、金盆高元帥、銅馬沙王、五猖大將、催生聖母、破產靈童、护胎虎马二将军等。

## 歷代封號

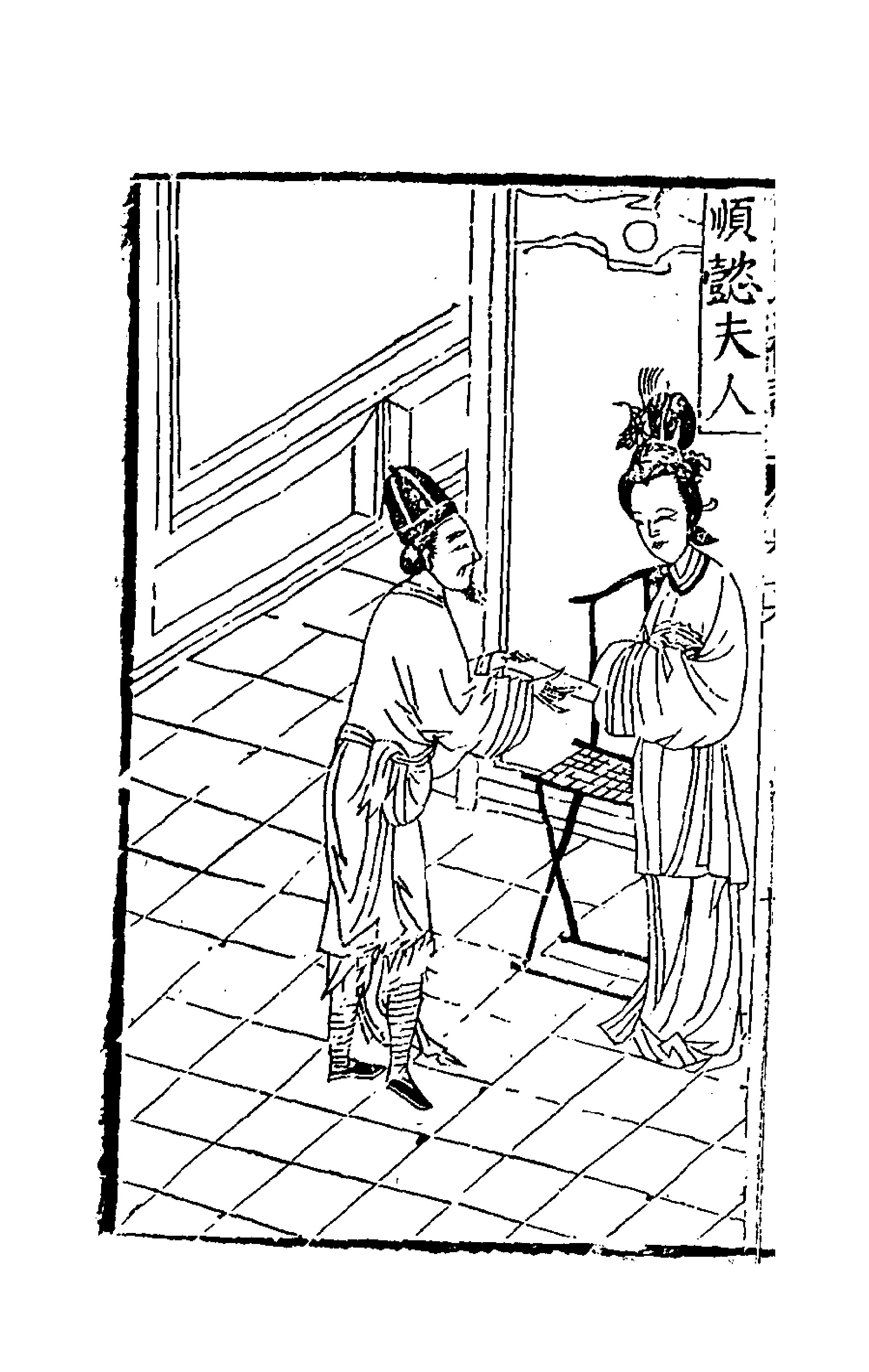
順懿夫人

歷代帝王對陳靖姑都给予勅封，宋代以後，陳靖姑一再受到朝廷加封，也因此陳靖姑的尊稱或封號甚多，如：顺懿夫人、慈濟夫人、半天夫人、三山女神、臨水陳夫人、臨水陳太后、臨水奶等，福州民系習稱「臨水嬭」，閩北民系俗稱「奶娘」（浦城縣稱「奶娘佛」），閩南民系稱「臨水媽」、「奇仕媽」（因泉州有知名的奇仕巷奇仕宫在開元寺東側），溫州人則稱「陳十四娘娘」。到了明、清時期，其神階一直達到極頂的“順天聖母”封号。
- 五代十國後唐加封“都天鎮國顯應崇福順懿大奶夫人”
- 五代十國閩惠宗封為“順懿夫人”、“崇福臨水夫人”、“崇福昭惠臨水夫人”
- 宋理宗淳佑元年（公元1241）年封“崇福昭惠慈濟夫人”，賜額“順懿”。
- 元惠宗元统初年（公元1333年）追封“淑靖”
- 清雍正七年（公元1729年），據說是雍正帝的嫡妻孝敬憲皇后加封陳靖姑“天仙聖母太后元君”。[6]
- 清乾隆四年（公元1739年）加封“臨水陳太后”
- 清道光年間加封“護國太后元君”
- 清咸丰年间加封“顺天圣母”

## 文化禮俗
- 做出幼成年禮

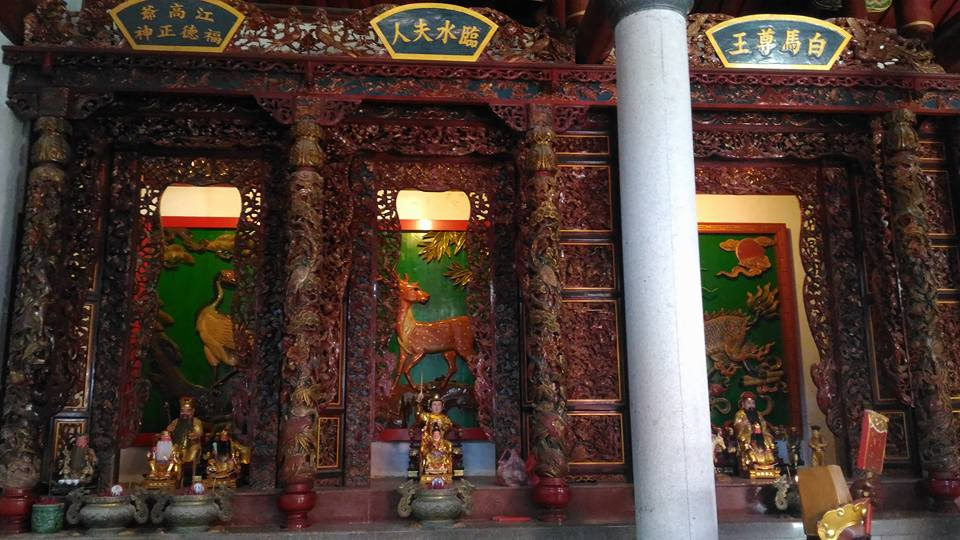
馬祖南竿牛峰境五靈公廟神龕

在福州與馬祖有「牛角做出幼」活動，係該地區年輕學子之成年禮儀式，在南竿鄉復興村（昔稱牛角村）牛峰境五靈公廟之臨水夫人神龕前舉行，故名之。地區信仰臨水夫人護佑小孩平安長大，故此活動也在感謝臨水夫人的護佑。
- 擺嬭、喜碟文化

「擺嬭」（ㄅㄝˇㄋㄝ）是馬祖話，「擺」是擺設供品；「嬭」是母親，此係馬祖居民對臨水夫人的暱稱。當地信徒擇日在神龕前擺設供品，目的在於祈求生兒育女。依習俗，馬祖南竿鄉復興村（牛角村）會供上嬰兒鞋，福澳村和西莒島則供插上紅、白花的熟雞蛋（紅花求女、白花求男），作為求子的神物，而運送花蛋的人，福澳村對欲求男的人家限由男性持送，西莒則由好命或清白的女性持送。此「擺嬭」文化，福澳社區又稱為「喜碟」。
- 供房裡奶(嬭)

在福州與馬祖在小孩出生後，會在臥室內供奉「房裡奶」香位、香爐，通常是直接安置在牆壁上，祈求護佑孩子平安成長，而「房裡奶」就是臨水夫人，香位會一直供到小孩16歲成年之時。
- 觀靈術

係一種道教通靈儀式，由法師施法讓信眾得以探元辰、探亡魂、遊地府等。有催眠師認為，觀靈術是一種由施法者引導的催眠現象，由施法者提示產生從潛意識浮出影像的效果。觀靈術有不同的施法派別與儀式，在臺灣的觀落陰屬於觀靈術的一種，南臺灣稱為「觀三姑」，因為陳靖姑與她的結義姊妹林九娘、李三娘等三人可以穿梭陰陽兩界，所以被視為觀落陰之中帶路的神靈，故稱之。

## 奉祀廟宇

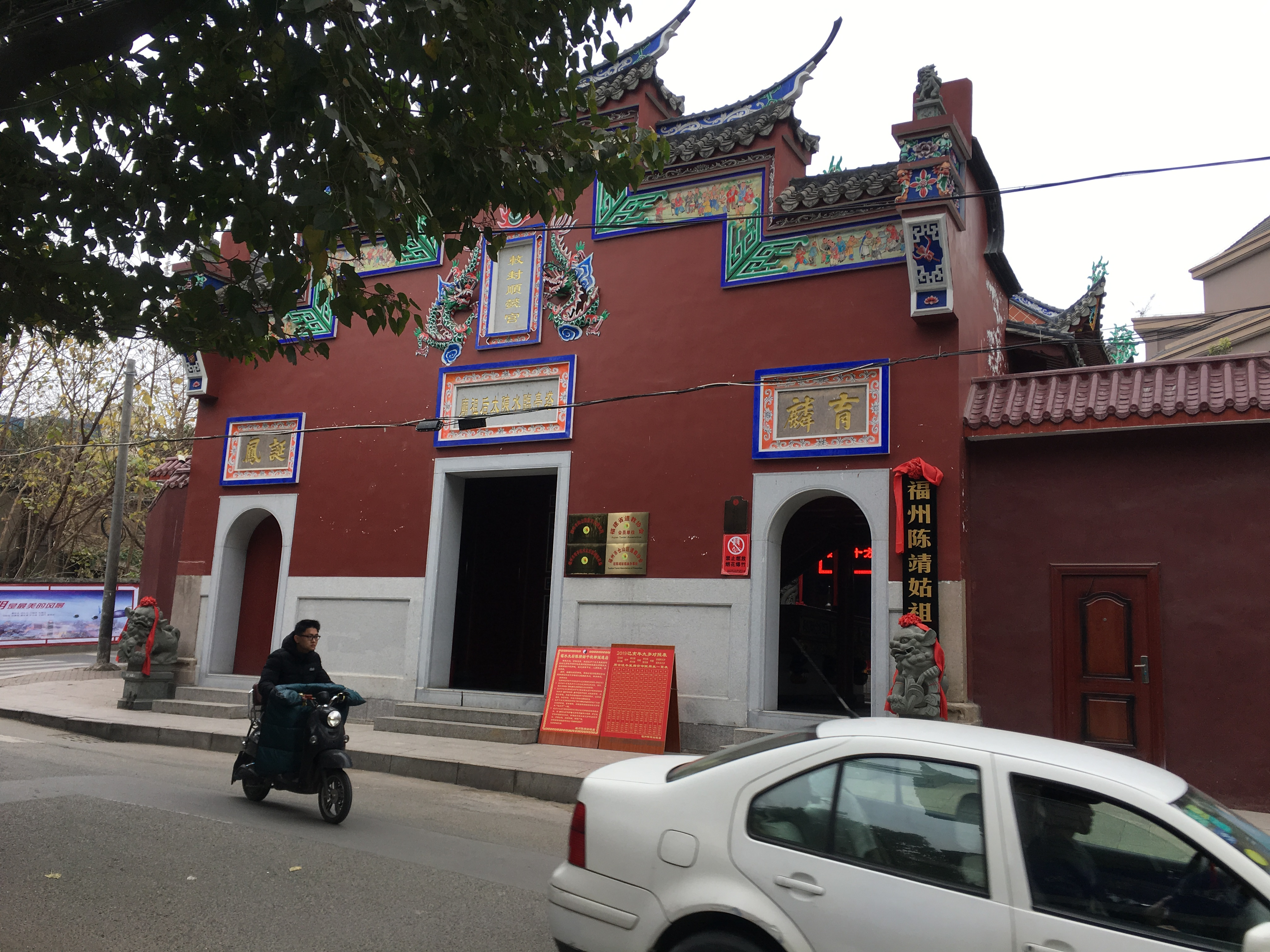
塔亭臨水陳太后祖廟（福州陳靖姑祖廟），位於中國福建省福州市倉山區臨江街道塔亭路6號

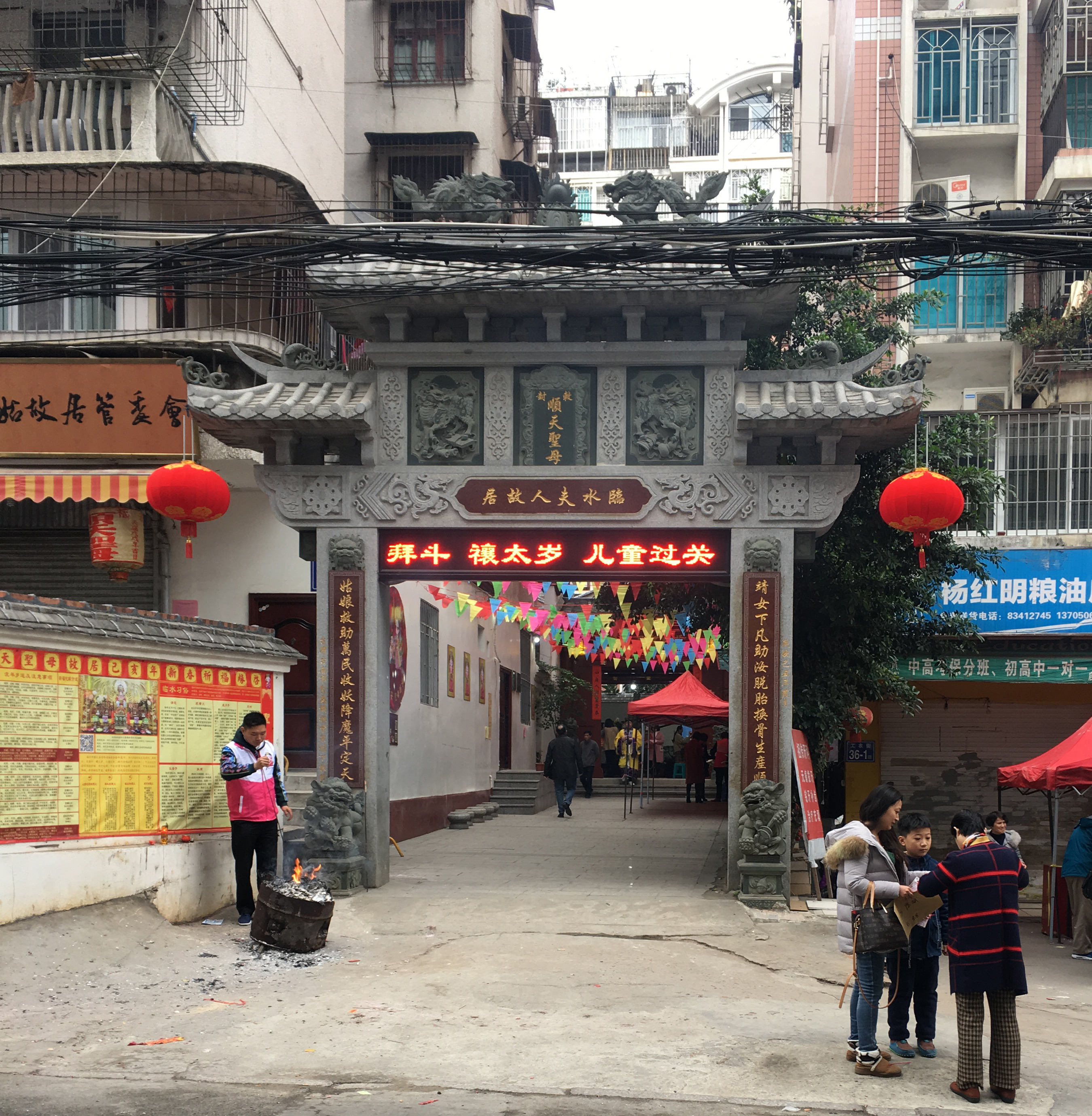
順天聖母臨水夫人故居，位於中國福建省福州市倉山區下渡街道工農路

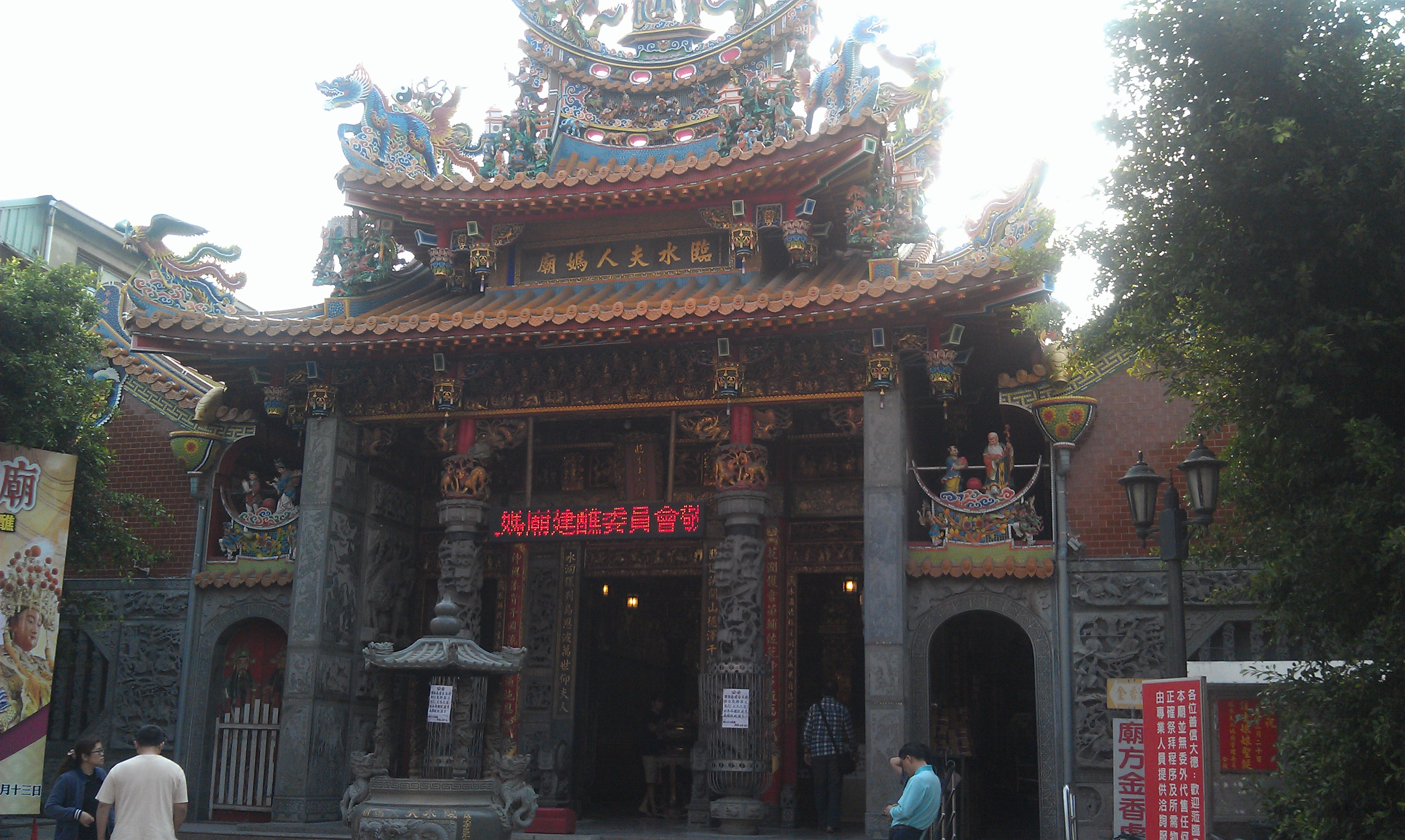
台灣台南臨水夫人媽廟

### 福建

#### 福州市（中華人民共和國福建省）
- 塔亭臨水陳太后祖廟（福州陳靖姑祖廟）
- 七星井臨水宮（福州市鼓樓區龍山巷井樓門）
- 龙潭角祈雨处（法奶祖庙，行法圣地）
- 順天聖母臨水夫人故居（福州市倉山區下渡街道）
- 怀安临水宫大殿（福州市倉山區建新鎮淮安社區）
- 勅封順懿宮（福州市臺江區後洲街道汀洲社區）
- 松山毓麟宫（福州市晉安區鼓山鎮）
- 文溪临水尊王宫（福州市長樂區潭头鎮）
- 东姚娘奶庙（福州市閩侯縣大湖乡東姚村）
- 毓麟宫（福州市羅源縣碧里鄉廉澳村）
- 奶娘宮（福州市羅源縣中房鎮）

#### 寧德市（中華人民共和國福建省）
- 古田臨水祖宫（福建省寧德市古田縣，主祀順天夫人）
- 寧德市霍童鎮轉水宮
- 寧德市蕉城區蘭田村太尉宮（主祀陳公太尉）
- 寧德市蕉城區炎帝廟（主祀神農上帝）
- 寧德市蕉城區林公廟（主祀忠烈恩王）
- 寧德市蕉城區天后宮（主祀天上聖母）
- 寧德市蕉城區文昌帝君宮（主祀文昌帝君）

#### 連江縣馬祖列島（中華民國福建省）
連江縣馬祖地區為移民社會，各氏族攜入各原鄉之信仰，有的獨立建廟；有的則合建廟殿，基於公平原則，同時供奉。後列廟宇之臨水夫人以今而言或許並非一廟之主祀神，然先民當時係整合了不同氏族的信仰，各神龕實是其氏族信仰之主神。
- 馬祖南竿鄉牛峰境五靈公廟：供奉「臨水夫人」，有臨水夫人成年禮活動。
- 馬祖南竿鄉福澳境華光大帝廟：供奉「臨水陳夫人」，有求子的喜碟文化。
- 馬祖南竿鄉福澳境白馬尊王廟：供奉「臨水夫人」。
- 馬祖南竿鄉山隴境白馬尊王廟：供奉「臨水夫人」。
- 馬祖南竿鄉清水境白馬尊王廟：供奉「臨水夫人」。
- 馬祖南竿鄉梅石境高王爺廟：供奉「臨水夫人」。
- 馬祖南竿鄉珠螺境白馬尊王廟：供奉「臨水夫人」。
- 馬祖南竿鄉科蹄澳白馬文武大王廟：供奉「臨水夫人」。
- 馬祖南竿鄉西尾境天母宮：主神龕奉祀天上皇母娘娘，其右手邊同龕奉祀臨水夫人。
- 馬祖南竿鄉馬祖天后宮：主神龕奉祀媽祖，媽祖之右手邊同龕奉祀臨水夫人。
- 馬祖南竿鄉金板境天后宮：供奉「臨水夫人」。
- 馬祖北竿鄉芹壁境天后宮：供奉「臨水三夫人」。
- 馬祖北竿鄉塘岐村玉封蕭王府：供奉「臨水陳太后」。
- 馬祖北竿鄉楊公八使宮：主神龕奉祀媽祖娘娘，其右手邊同龕奉祀臨水夫人。
- 馬祖北竿鄉平水尊王廟：媽祖娘娘神龕同祀臨水夫人。
- 馬祖北竿鄉上村趙元帥廟：供奉「臨水夫人」。
- 馬祖北竿鄉橋仔村上惠林女帥宮：供奉「臨水夫人」。
- 馬祖莒光鄉青蕃境天后宮：供奉「臨水夫人」。
- 馬祖莒光鄉熾坪境福德宮：供奉「臨水夫人」。
- 馬祖莒光鄉大埔境白馬尊王廟：供奉「臨水夫人」。
- 馬祖莒光鄉福正境天后宮：主神龕奉祀媽祖，媽祖之左手邊同龕奉祀臨水夫人。。
- 馬祖東引鄉中柳天后宮：供奉「臨水夫人」。
- 馬祖東引鄉狀元府三樓主祀白少爺，二樓陪祀白王爺、臨水夫人等神祇

### 臺灣
- 臺北市內湖區港富里麗山街58號順天總堂
- 臺北市士林區無極濟世天宮
- 新北市新店區碧潭臨水宮
- 新北市三重區三重聖傳福音堂
- 新北市石門區順天聖母廟
- 新北市汐止區順天宮
- 桃園市臨水聖元鳳儀宮
- 桃園市大溪泰安宮
- 宜蘭縣三星靖靈宮
- 宜蘭縣宜蘭市靖安堂
- 宜蘭縣羅東爐源寺
- 新竹市南隘境福宮
- 新竹市竹塹勝安宮
- 臺灣順天聖母協會 (台中天道監修院)
- 臺中隱仙千師仙館
- 臺中市大安靖安宮
- 臺中市豐原臨水夫人媽廟
- 臺中市龍井天道監修宮
- 彰化縣彰化茄南宮
- 彰化縣鹿港臨水宮
- 彰化縣埔鹽鄉順天爐源寺
- 雲林東勢厝昊天玉鳳宮
- 雲林縣林内鄉林內奉天宮
- 雲林縣皇君母娘（陳靖姑十三姊妹）顯靈開基聖地-昊天玉鳳宮
- 嘉義縣東石鄉臨水宮
- 嘉義縣東石鄉塭港村福海宮
- 嘉義縣竹崎桃源村靖聖宮
- 嘉義縣竹崎鄉義仁村坪頂三水宮
- 臺南臨水夫人媽廟
- 臺南市赤崁樓大士殿
- 臺南市白河區台灣開基白河區南台臨水宮
- 臺南聖恩佛祖會[13]
- 臺南市東區聖汝宮
- 臺南市安南區北汕尾媽祖宮鹿耳門天后宮
- 臺南市南廠臨安壇
- 臺南市麻豆慈天善導院
- 高雄光華臨水宮
- 高雄隱仙千師仙館
- 高雄旗津臨水宮
- 高雄大社三奶壇碧雲宮
- 高雄大樹臨水宮
- 屏東縣小琉球靈山寺
- 屏東縣萬丹鄉寶厝村萬泉寺
- 屏東縣里港鄉載興村三清宮
- 屏東縣恆春鎮墾丁里社興路三奶宮
- 臺東縣臺東市馬蘭里新社三街慶安宮
- 花蓮縣富里鄉竹田村臨水宮
- 花蓮縣富里鄉學田村東部臨水三宮

- 澳門澳門臨水宮，設澳門臨水宮值理會
- 馬來西亞砂拉越州古晉皇麟廟誠應堂
- 馬來西亞吉隆坡蕉賴-第一花園順天宮
- 越南平陽省土龍木市順天廟

## 祭祀活動
民國108年（西元2019年）11月2日至16日，古田臨水祖宮臨水夫人神像五年一度來台巡遊，神像由新北市八里區臺北港上岸，自新北市南下環台一周後從臺北港回鑾，期間並舉辦「臨水文化節」、「臨水文化論壇」等活動。中華人民共和國方面之參與者包含古田副縣長劉曉兵、福建道教協會副會長暨古田臨水宮主持黃光輝（其同時為道教閭山派傳承人，國家級非物質文化遺產保護項目陳靖姑信俗代表性傳承人）、臨水宮景區建設指揮部辦公室副主任暨前民宗局長林尚安、林水宮管委會主委韓真、溫州、長樂、閩侯、澳門等地代表超過兩百人；臺灣方面則包含三重先嗇宮、中壢鳳儀宮、新竹天行宮、臺中龍井監修宮、旗津臨水宮、花蓮勝安宮等廟宇，先嗇宮董事長李乾龍、桃園市民政局長湯蕙禎、大甲鎮瀾宮董事長顏清標、立委顏寬恒、臺灣省道教會理事長張榮珍等人亦曾參與。

## 辨析
台灣民間對於臨水夫人、註生娘娘之兩位神祇有結合或相互影響之現象，主要乃是其職能與造型相似所造成，因臨水夫人有賜子、助產之功德，遂時有與掌管生子育女之註生娘娘混淆。
此二女神中，註生娘娘之造像為一手執筆、一手持簿，表示掌管生子育女之事，為「文身」之形象。「註生娘娘」在民間信仰中是統御人類社會制度的神，掌管人類生育之事，屬於天神。
臨水夫人因受皇帝冊封及母性慈柔特質，故有執笏、持扇的「文身」形象；亦因赴閭山習法，而有一手持寶劍、一手執牛角（號角）的女道士「武身」形象。「臨水夫人」是歷史上真實人物「陳靖姑」有功於民受到百姓崇祀，是人物神、後天神。
由此可明，註生娘娘只有「文身」形象，並無威武相，是主宰人類生育的天神；而臨水夫人除具有「文身」外，更有降妖伏魔的「武身」威武相，是歷史人物修真成道的人物神，此二神祇當為不同。